# Postulátor
Postulátor je v katolické církvi osoba pověřená shromážděním podkladů pro beatifikaci (blahoslavení). Postulátora jmenuje biskup diecéze, ve které kandidát beatifikace zemřel, na návrh toho, kdo proces beatifikace inicioval. Sám postulátor nemůže být vyslechnut jako svědek ani výslechy svědků neprovádí. Postulátorem může být kněz i laik.